# Georges Cornet d'Elzius de Peissant
Georges Marie Joseph Ghislain Cornet d'Elzius de Peissant (Brussel, 10 april 1872 - aldaar, 11 december 1946) was een Belgisch senator en burgemeester.

## Biografie

### Familie
Cornet was een telg uit de familie Cornet d'Elzius de Peissant. Hij was een van de zeven kinderen van graaf Alfred Cornet d'Elzius de Peissant (1839-1898), burgemeester van Hofstade, en Cécile de Theux de Meylandt (1850-1924).
Hij trouwde in 1906 in Brussel met Jeanne Maskens (1880-1958). Ze woonden op het Kasteel Genenbroek en kregen twee zoons en een dochter.
- Alfred Cornet d'Elzius de Peissant (1907-1973), generaal-majoor en militair attaché in Washington en Ottawa. Hij bleef vrijgezel.
- Françoise Cornet d'Elzius de Peissant (1908-1981), trouwde in 1932 in Elsene met baron Pierre d'Huart (1907-1960), zoon van baron Jean d'Huart, burgemeester van Hollerich. Het huwelijk bleef kinderloos.
- Thierry Cornet d'Elzius de Peissant (1912-2002), trouwde in 1945 in Etterbeek met jkvr. Françoise de Radiguès de Chennevière (1921-2014). Ze hadden vier zoons en een dochter, met afstammelingen tot heden. In 1982 lieten deze kinderen hun familienaam inkorten, door weglating van de Peissant.

### Loopbaan
Vanaf 1901 werd Cornet d'Elzius de Peissant verkozen tot gemeenteraadslid van Achel. Hij werd er onmiddellijk tot burgemeester benoemd. Hij werd ook verkozen tot provincieraadslid van Limburg voor de periode 1905-1921.
Hij werd senator in januari 1921 in opvolging van de overleden Camille Desmaisières en bleef dit mandaat uitoefenen tot in 1929.